# Cheste
Cheste (em castelhano e oficialmente) ou Xest (em valenciano) é um município da Espanha na província de Valência, Comunidade Valenciana. Tem 71,4 km² de área e em 2021 tinha 8 871 habitantes (densidade: 124,2 hab./km²).

## Demografia
| Variação demográfica do município entre 1991 e 2004 | Variação demográfica do município entre 1991 e 2004 | Variação demográfica do município entre 1991 e 2004 | Variação demográfica do município entre 1991 e 2004 |
| --------------------------------------------------- | --------------------------------------------------- | --------------------------------------------------- | --------------------------------------------------- |
| 1991                                                | 1996                                                | 2001                                                | 2004                                                |
| 6717                                                | 6857                                                | 7002                                                | 7255                                                |